# Грязновский сельсовет (Алтайский край)
Грязновский сельсовет — муниципальное образование со статусом сельского поселения и административно-территориальное образование в Тюменцевском районе Алтайского края России. Административный центр — село Грязново.

## Население
| 1997 | 1998 | 1999 | 2000 | 2001 | 2002 |
| ---- | ---- | ---- | ---- | ---- | ---- |
| 601  | ↘585 | ↗603 | →603 | ↘591 | ↘577 |
| 2003 | 2004 | 2005 | 2006 | 2007 | 2008 |
| ↗588 | ↘560 | ↘526 | ↘516 | ↗527 | ↘510 |
| 2009 | 2010 | 2011 | 2012 | 2013 | 2014 |
| →510 | ↘479 | ↘477 | ↘453 | ↘435 | ↗442 |
| 2015 | 2016 | 2017 | 2018 | 2019 | 2020 |
| ↗445 | ↗453 | ↘437 | ↗441 | ↘432 | ↗434 |
| 2021 |      |      |      |      |      |
| ↘423 |      |      |      |      |      |

По результатам Всероссийской переписи населения 2010 года, численность населения муниципального образования составила 479 человек, в том числе 245 мужчин и 234 женщины. Оценка Росстата на 1 января 2012 года — 453 человека.

## Населённые пункты
В состав сельского поселения входит один населённый пункт — село Грязново.